# Centripetalna sila
Centripetálna síla (tudi rádialna síla; oznaka Fc) je sila, ki deluje pri kroženju in ukrivlja tir krožečega telesa. Leži na zveznici osišča in trenutne lege točke na krožnici in je usmerjena proti osišču. Ker je pravokotna na obodno hitrost, ne spreminja velikosti hitrosti telesa, ampak le njeno smer. Matematični opis centripetalne sile je izpeljal Christiaan Huygens leta 1659.
Skladno z drugim Newtonovim zakonom povezuje centripetalno silo in radialni pospešek zveza:
{\displaystyle {\vec {\mathbf {F} }}_{c}=m{\vec {\mathbf {a} }}_{r}\!\,.}
Pri tem je m masa telesa.
Centripetalno silo lahko izrazimo tudi z obodno ali kotno hitrostjo:
{\displaystyle {\vec {\mathbf {F} }}_{c}={\frac {m{\vec {\mathbf {v} }}^{\,2}}{\vec {\mathbf {r} }}}={\frac {m({\vec {\boldsymbol {\omega }}}\times {\vec {\mathbf {r} }})^{\,2}}{\vec {\mathbf {r} }}}={\frac {m\left({\vec {\boldsymbol {\omega }}}^{2}{\vec {\mathbf {r} }}^{\,2}-\left({\vec {\boldsymbol {\omega }}}\cdot {\vec {\mathbf {r} }}\right)^{2}\right)}{\vec {\mathbf {r} }}}=m\left({\vec {\boldsymbol {\omega }}}^{2}\times {\vec {\mathbf {r} }}\right)\!\,.}